# فنیل‌دی‌کلروآرسین
فنیل‌دی‌کلروآرسین (به انگلیسی: Phenyldichloroarsine) با فرمول شیمیایی C6H5AsCl2 یک ترکیب شیمیایی با شناسه پاب‌کم 12762 است. که جرم مولی آن 222.9315 [g/mol] می‌باشد. شکل ظاهری این ترکیب، گاز بی‌رنگ یا مایع است.